# 科林斯維爾 (康乃狄克州)
科林斯維爾（英語：Collinsville）是位於美國康乃狄克州哈特福縣的一個人口普查指定地區。

## 地理
科林斯維爾的座標為41°48′44″N 72°55′22″W / 41.81222°N 72.92278°W，而該地最高點為海拔高度97米（即318英尺）。

## 人口
根據2010年美國人口普查的數據，科林斯維爾的面積為9.20平方千米，當中陸地面積為8.11平方千米，而水域面積為1.09平方千米。當地共有人口3746人，而人口密度為每平方千米407人。